# Liste de ponts de Birmanie
Cette liste de ponts de Birmanie présente une liste de ponts remarquables de Birmanie, tant par leurs caractéristiques dimensionnelles, que par leur intérêt architectural ou historique. 

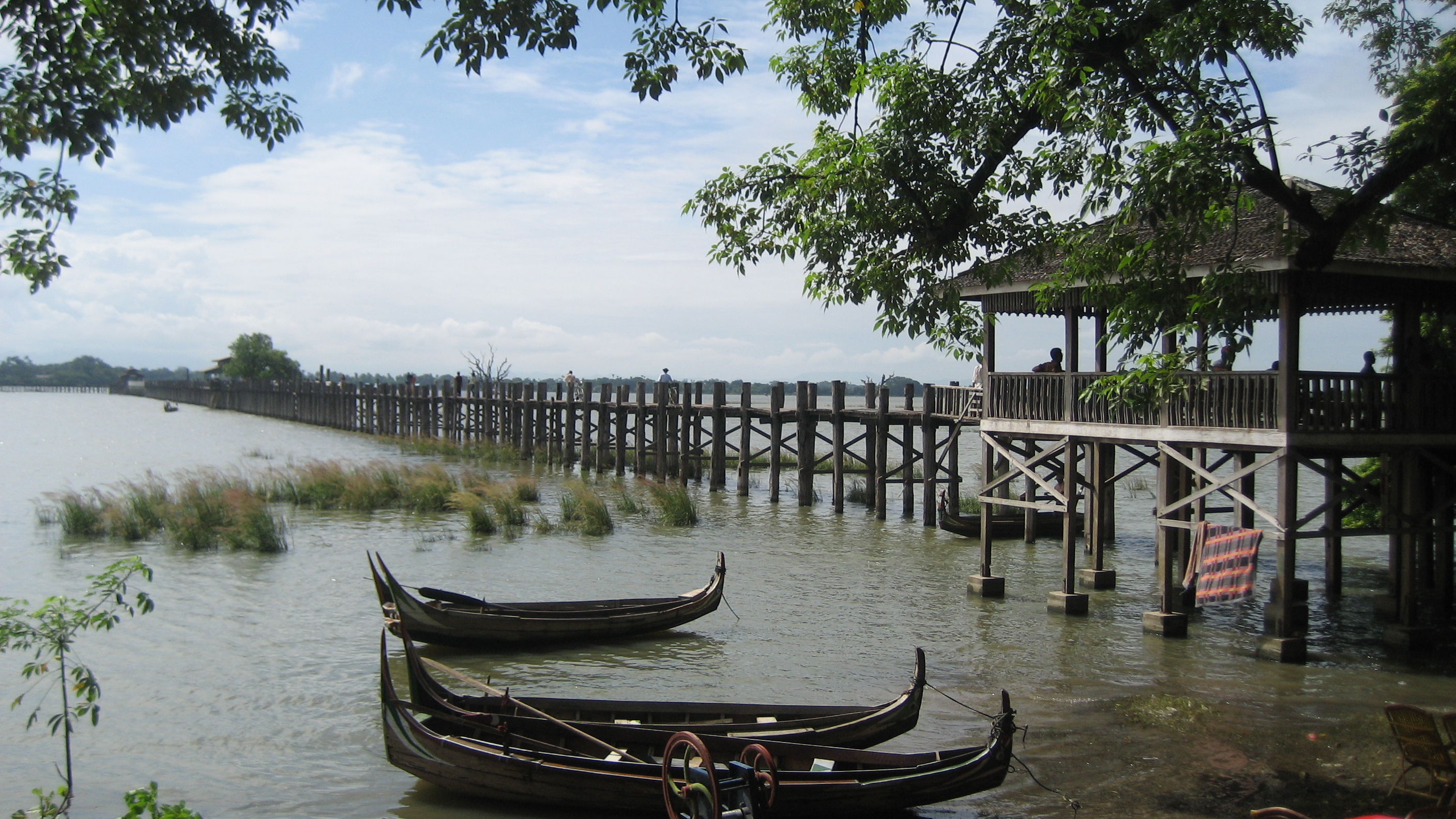
Le pont U Bein.

La catégorie lien donne la classification de l'ouvrage parmi ceux présentés et propose un lien vers la fiche technique du pont sur le site Structurae, base de données et galerie internationale d'ouvrages d'art. La liste peut être triée selon les différentes entrées du tableau pour voir ainsi les ponts en arc ou les ouvrages les plus récents par exemple.
Les colonnes portée et longueur, exprimées en mètres indiquent respectivement la distance entre les pylônes de la travée principale et la longueur totale de l'ouvrage, viaducs d'accès compris.

## Ponts présentant un intérêt historique ou architectural
|  |   | Nom                                 | Birman | Distinction                                                                               | Long. | Type                       | Voie portée Voie franchie                             | Date | Localisation                                         | Subdivision      | Ref.  |
|  | - | ----------------------------------- | ------ | ----------------------------------------------------------------------------------------- | ----- | -------------------------- | ----------------------------------------------------- | ---- | ---------------------------------------------------- | ---------------- | ----- |
|  | 1 | Pont d'U Bein                       | ဦးပိန်တံတား  | Plus long pont en teck du monde                                                           | 1200  | Pont à tréteaux Bois       | Pont piétonnier Lac Taungthaman                       | 1849 | Amarapura 21° 53′ 29″ N, 96° 03′ 21,9″ E             | Mandalay         | [ 1 ] |
|  | 2 | Viaduc de Gokteik                   | ဂုတ်ထိပ်တံတား | Plus haut pont de Birmanie (102 mètres entre le niveau des rails et le fond de la vallée) | 689   | Pont à tréteaux Acier      | 1 voie ferroviaire Gohtwin Stream                     | 1901 | Gokhteik 22° 20′ 36,9″ N, 96° 51′ 33,6″ E            | Shan             | [ 2 ] |
|  | 3 | Pont d'Innwa                        | အင်းဝတံတား  | Unique pont sur les 2 170 kilomètres de l'Irrawaddy jusqu'à récemment                     | 1203  | Treillis Acier             | Route Imphal-Sagaing Ligne Mandallay-Monywa Irrawaddy | 1934 | Sagaing - Amarapura 21° 52′ 16,5″ N, 95° 59′ 32,9″ E | Sagaing Mandalay | [ 3 ] |
|  | 4 | Pont de l'Amitié birmo-thaïlandaise |        | Frontière Birmanie - Thaïlande                                                            |       | Poutres Béton précontraint | 85 Moei                                               |      | Myawaddy - Mae Sot 16° 41′ 26,3″ N, 98° 30′ 59,1″ E  | Karen Thaïlande  |       |

## Grands ponts
Ce tableau présente les ouvrages ayant des portées supérieures à 100 mètres (liste non exhaustive).
|  |    | Nom                             | Birman       | Portée    | Long. | Type                                                      | Voie portée Voie franchie      | Date | Localisation                                                | Division         | Ref.             |
|  | -- | ------------------------------- | ------------ | --------- | ----- | --------------------------------------------------------- | ------------------------------ | ---- | ----------------------------------------------------------- | ---------------- | ---------------- |
|  | 1  | Pont de Zar Tha Pyin            |              | 460       | 900   | Suspendu Tablier treillis acier, pylônes acier            | Gyaing                         | ?    | Zar Tha Pyin - Kalagon 16° 33′ 49,4″ N, 97° 43′ 56,8″ E     | Môn              |                  |
|  | 2  | Pont de Yar Yamaung             |              | 305       | 405   | Suspendu Acier                                            | Lay Myo                        | 1999 | Minbya 20° 23′ 58,5″ N, 93° 19′ 32,5″ E                     | Arakan           | [ 4 ]            |
|  | 3  | Pont de Leinli                  |              | 305       | 537   | Suspendu Tablier treillis acier, pylônes acier            | Paung Laung                    | ?    | Talaingma 19° 59′ 28,5″ N, 96° 36′ 58,7″ E                  | Mandalay         |                  |
|  | 4  | Pont Aung Zeya                  |              | 300       | 1154  | Haubané Tablier treillis acier, pylônes béton 141+300+141 | Hlaing River Road Hlaing       | 2000 | Rangoun 16° 52′ 49,5″ N, 96° 05′ 13,3″ E                    | Yangon           | ,                |
|  | 5  | Pont de Pathein                 |              | 268       | 660   | Suspendu Tablier treillis acier, pylônes acier            | Pathein                        | 2004 | Pathein 16° 49′ 27,2″ N, 94° 43′ 57,3″ E                    | Ayeyarwady       | ,                |
|  | 6  | Pont de Twante                  |              | 263       | 1095  | Suspendu Tablier treillis acier, pylônes acier            | Canal de Twante                | 2006 | Twante 16° 43′ 53″ N, 96° 01′ 28,6″ E                       | Yangon           | ,                |
|  | 7  | Pont Yadanapon                  | ရတနာပံုတံတား       | 224 (x3)  | 1711  | Arc Acier, tablier suspendu                               | Route Imphal-Sagaing Irrawaddy | 2008 | Sagaing - Amarapura 21° 52′ 36″ N, 95° 59′ 46,9″ E          | Sagaing Mandalay | ,                |
|  | 8  | Pont de Myaungmya               |              | 183       | 387   | Suspendu Tablier treillis acier 40+183+40                 | Myaung Road Ywe                | 1996 | Myaungmya 16° 35′ 59,7″ N, 94° 56′ 46″ E                    | Ayeyarwady       | [ 4 ]            |
|  | 9  | Pont de Kalewa                  |              | 183       | 400   | Suspendu Tablier treillis acier, pylônes acier            | Myittha                        | 2004 | Kalewa 23° 11′ 47,2″ N, 94° 17′ 28,7″ E                     | Sagaing          |                  |
|  | 10 | Pont d'Attaran                  |              | 180       | 430   | Haubané Tablier acier, pylônes acier                      | Attaran                        | 1998 | Moulmein 16° 28′ 24,7″ N, 97° 40′ 16,2″ E                   | Môn              |                  |
|  | 11 | Pont Maha Bandula               |              | 130       | 1110  | Haubané Tablier treillis acier, pylônes béton 55+130+55   | Maha Bandula Road Nga Moe Yeik | 2000 | Rangoun 16° 46′ 36,6″ N, 96° 10′ 59,8″ E                    | Yangon           | [ 4 ]            |
|  | 12 | Pont de Bayinaung               |              | 123 (x3)  | 500   | Treillis Acier 66+123x3+66                                | Yangon-Pathein Road Hlaing     | 1994 | Rangoun 16° 51′ 22,5″ N, 96° 05′ 52,6″ E                    | Yangon           | [ 4 ]            |
|  | 13 | Pont de Tha Yu-Pa               |              | 122       | 122   | Suspendu Acier                                            | Min Bu-Ann Road                | 2010 | Ann (Birmanie) 19° 47′ 47,9″ N, 94° 03′ 23,6″ E             | Arakan           | [ 4 ]            |
|  | 14 | Pont de Maubin                  |              | 120 (x4)  | 700   | Treillis Acier 120x4                                      | Myitmaka                       | 1988 | Maubin 16° 45′ 00,6″ N, 95° 39′ 15,4″ E                     | Ayeyarwady       | [ 4 ]            |
|  | 15 | Pont de Bomyatun                |              | 120 (x14) | 1877  | Treillis Acier 96+120x14+96                               | Yangon-Pathein Road Irrawaddy  | 1999 | Nyaungdon 17° 02′ 01,7″ N, 95° 33′ 23,4″ E                  | Ayeyarwady       | [ Note 1 ] [ 4 ] |
|  | 16 | Pont de Shwe Pyithar            |              | 120 (x3)  | 528   | Treillis Acier 84+120x3+84                                | Khayae Pin Road Hlaing         | 2001 | Rangoun 16° 55′ 32,7″ N, 96° 04′ 29,6″ E                    | Yangon           | [ 4 ]            |
|  | 17 | Pont de l'Ayeyawady (Pakokku)   |              | 120 (x22) | 6278  | Treillis Acier                                            | Irrawaddy                      | 2011 | Pakokku 21° 18′ 02,4″ N, 95° 03′ 37,3″ E                    | Magway           | [ Note 2 ] [ 7 ] |
|  | 18 | Pont de l'Ayeyawady (Nyaungdon) |              | 120 (x16) | 6262  | Treillis Acier                                            | Irrawaddy                      | 2011 | Nyaungdon 17° 02′ 26″ N, 95° 34′ 40,5″ E                    | Ayeyarwady       | ,                |
|  | 19 | Pont du Sittang                 |              | 112 (x6)  | 716   | Treillis Acier 120x6                                      | 8 Sittang                      | 1961 | Ta Naw Kyun - Thein Za Yat 17° 31′ 07,9″ N, 96° 52′ 31,7″ E | Bago - Môn       |                  |
|  | 20 | Pont de Yangon-Thanlyin         |              | 112 (x10) | 1808  | Treillis Acier 104+112x10+104                             | Bago                           | 1993 | Rangoun - Thanlyin 16° 47′ 25,6″ N, 96° 13′ 59,6″ E         | Yangon           | [ Note 1 ] [ 4 ] |
|  | 21 | Pont sur le Thanlwin            | သံလွင်တံတား (မော်လမြိုင်) | 112 (x21) | 6596  | Treillis Acier                                            | 8 Ligne Pégou-Tavoy Salouen    | 2005 | Mawlamyine - Martaban 16° 30′ 39,8″ N, 97° 37′ 04,2″ E      | Môn              | ,                |